# Anisota virginiensis
Anisota virginiensis är en fjärilsart som beskrevs av Dru Drury 1773. Anisota virginiensis ingår i släktet Anisota och familjen påfågelsspinnare. Inga underarter finns listade i Catalogue of Life.

## Bildgalleri

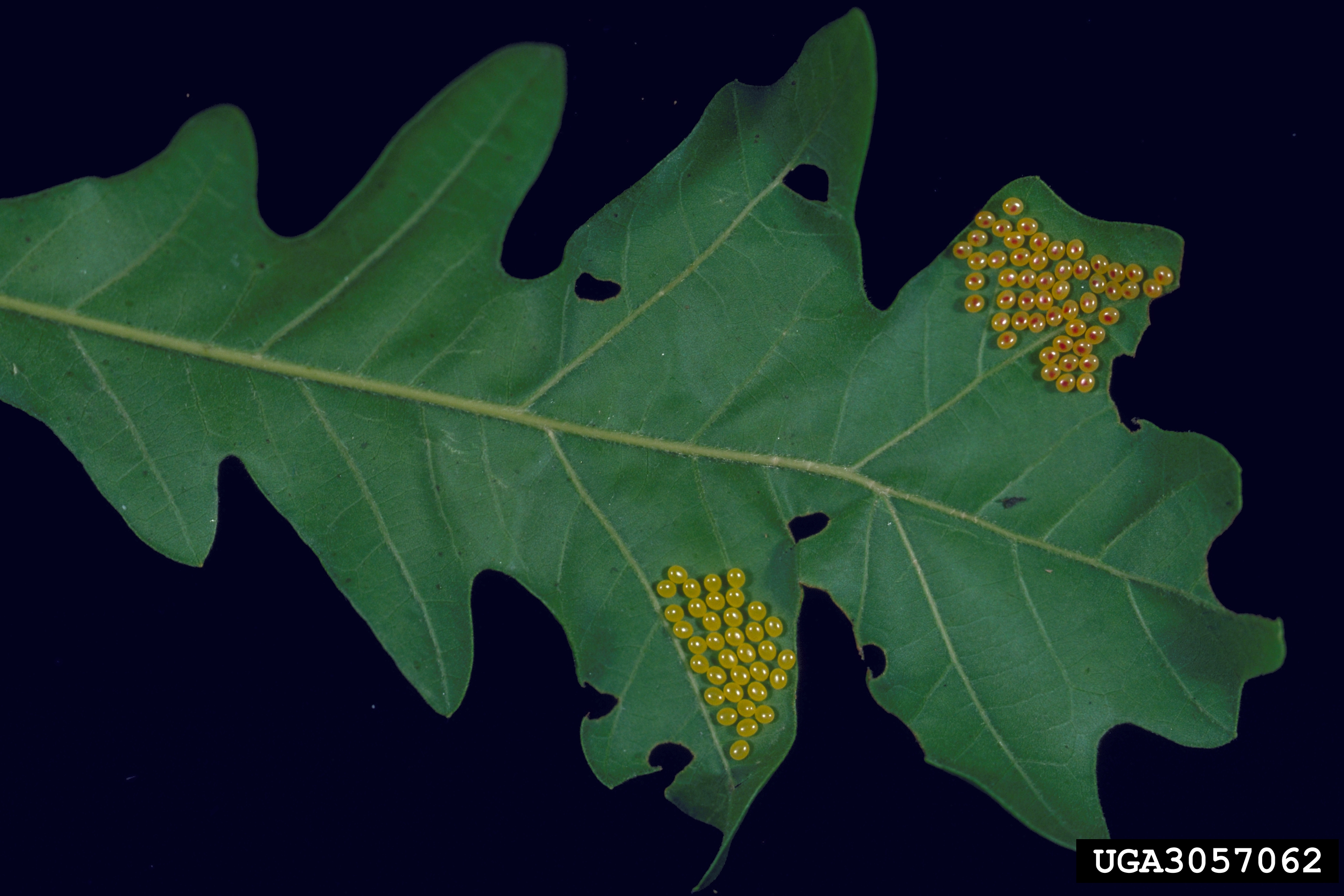
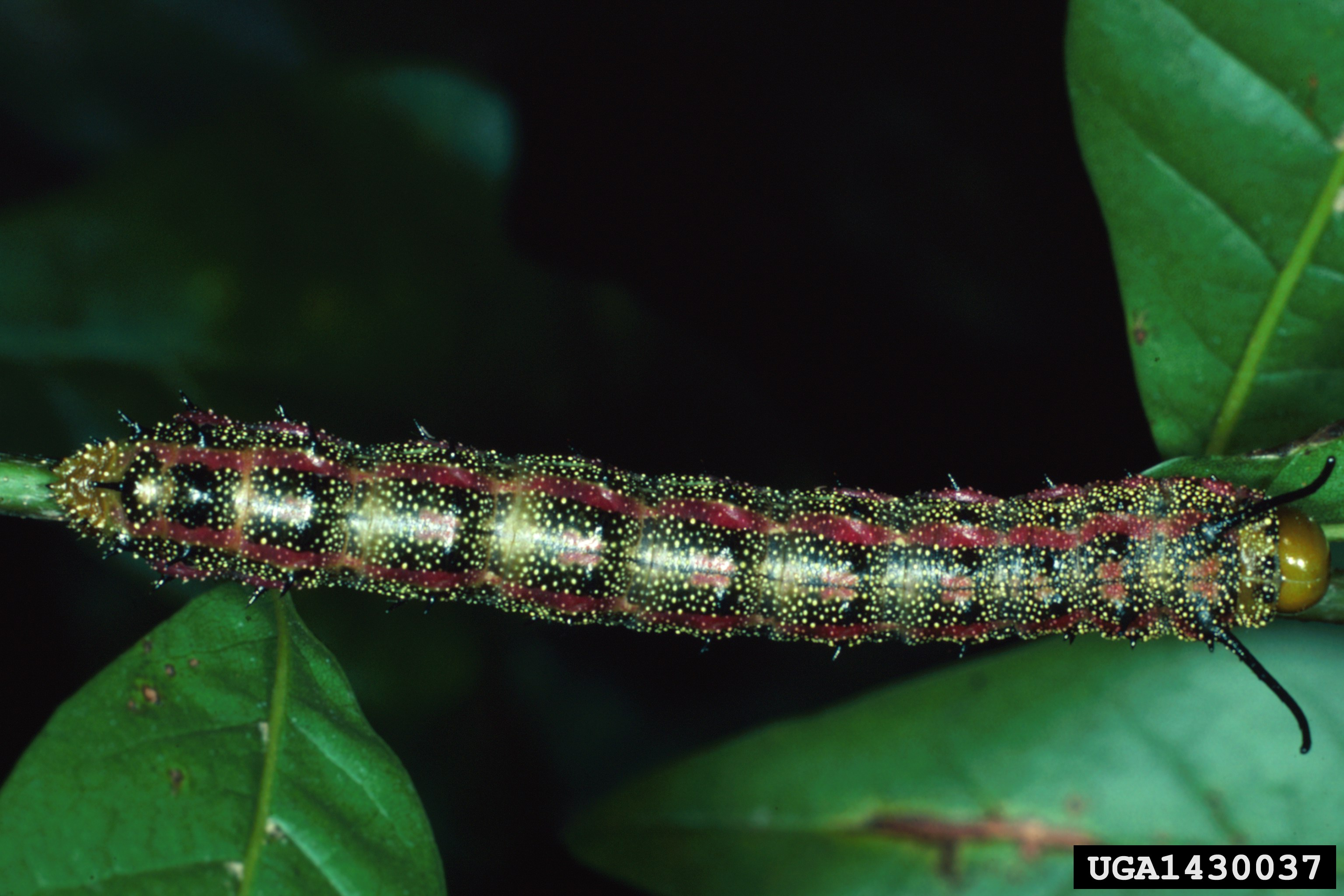
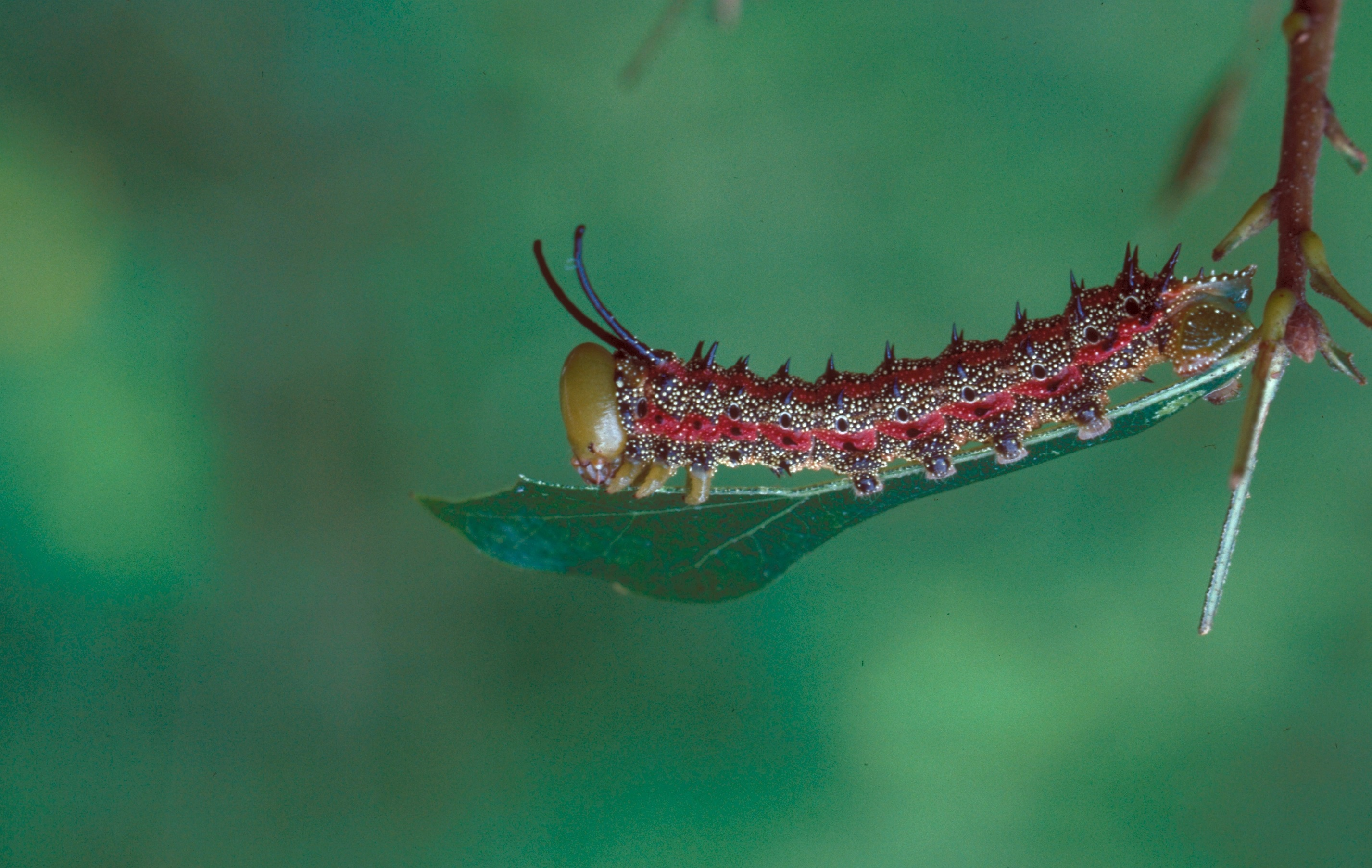
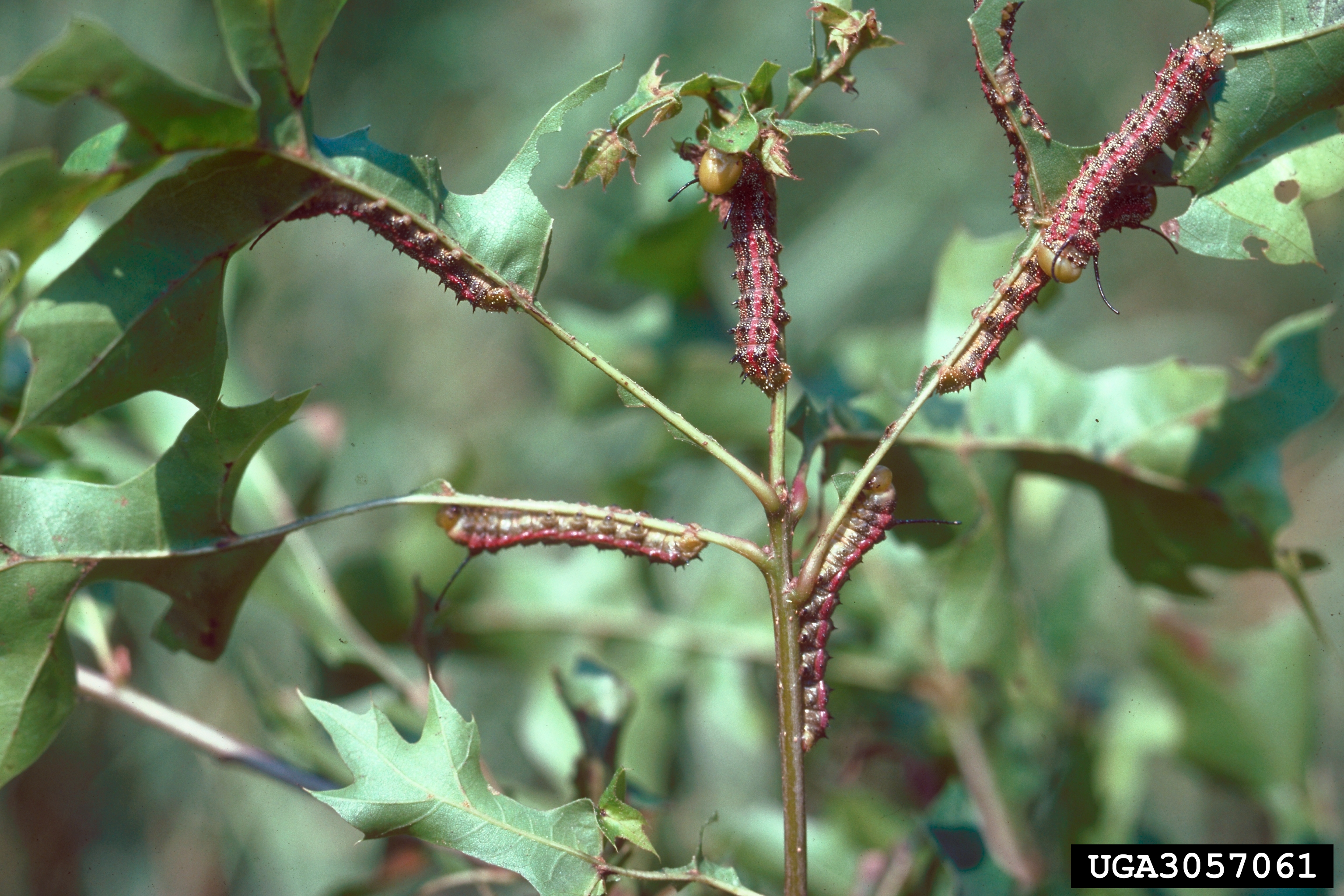
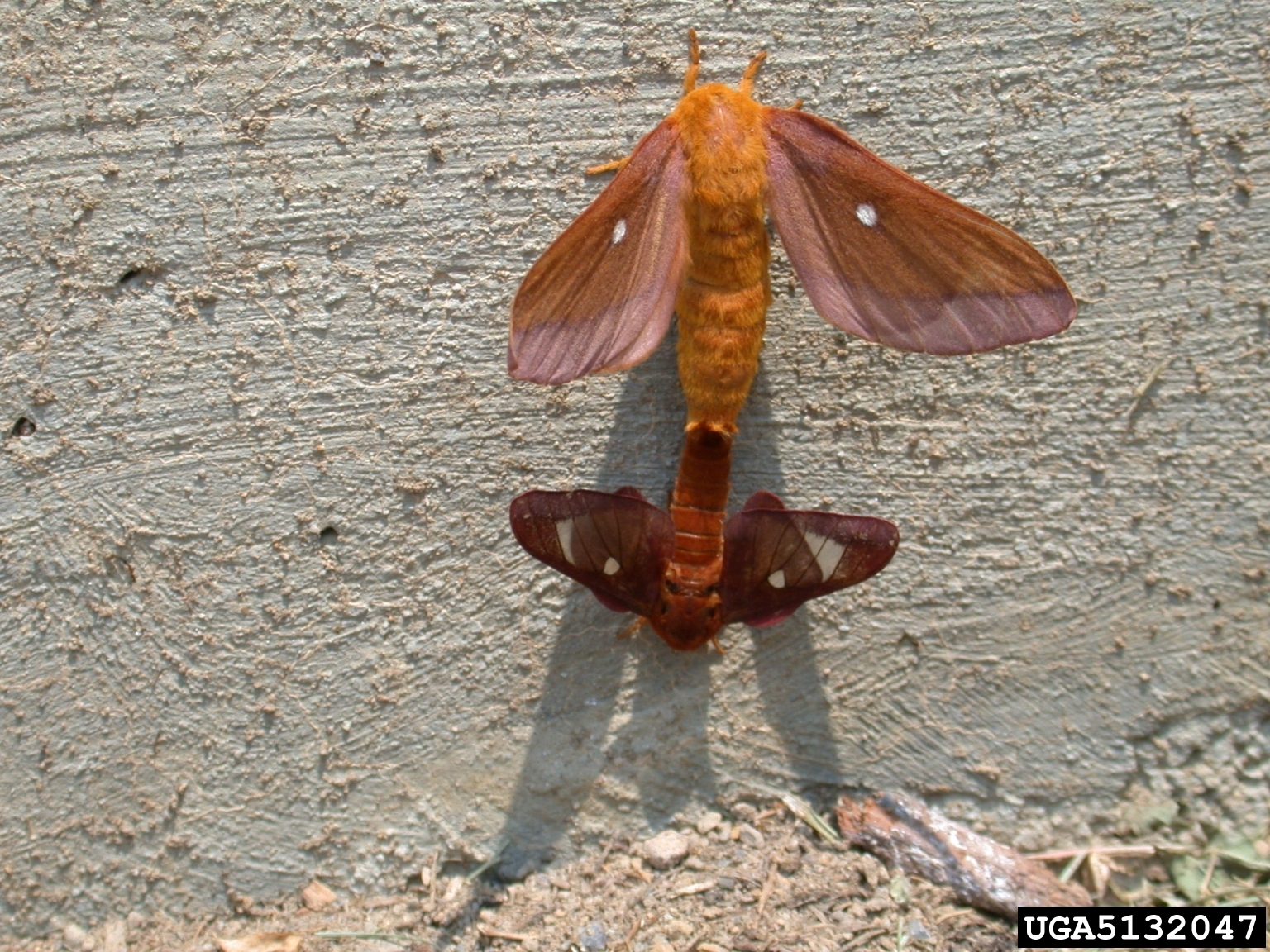
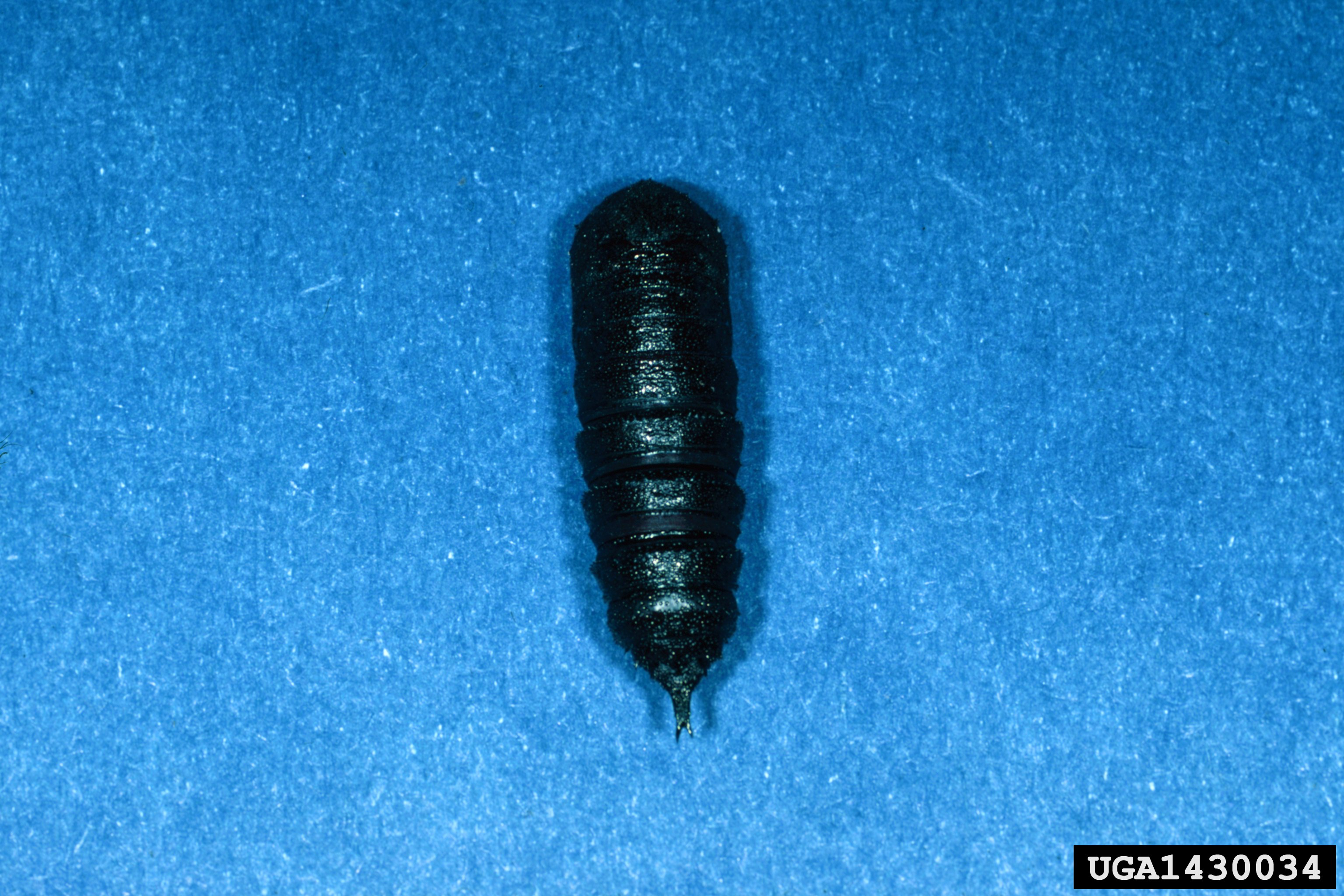